# Mangalapura, Arsikere
Mangalapura là một làng thuộc tehsil Arsikere, huyện Hassan, bang Karnataka, Ấn Độ.